# Ekonomiåret 1986

## Händelser

### Januari
- 8 januari - Bioteknikföretaget Fermentas VD Refaat El-Sayed och Volvos Pehr G. Gyllenhammar tillkännager samgående.[1]
- 10 januari - Sveriges finansminister Kjell-Olof Feldt presenterar den svenska budgetpropositionen.[1]
- 16 januari - Sveriges riksbank sänker diskontot från 10,5 till 9,5 %.[1]
- 22 januari - Volvo presenterar en årsvinst för 7,8 miljarder SEK under 1985.[1]

### Februari
- 12 februari - Björn Gillberg anklagar Refaat El-Sayed för falsk doktorstitel och Fermenta för miljöbrott.
- 13 februari - I Varvskrisens Sverige meddelas att den civila fartygstillverkningen vid Kockums varv skall avvecklas.[1]
- 17 februari - Refaat El-Sayed avgår som Fermentas VD och aktierna rasar, sedan det visat sig, att han har ljugit om sin doktorshatt. Samarbetet med Volvo spricker.[1]
- 20 februari - Posten i Sverige firar 350-årsjubileum.[1]

### Mars
- 13 mars - Sveriges riksbank sänker diskontot med en procentenhet, från 9,5 till 8,5 %.[1]

### April
- 21 april – De 13 OPEC-medlemsländerna avslutar mötet i Genève utan att komma överens om hur mycket oljeproduktionen försvunnit det kommande året.[1]

### Maj
- 11 maj – Norge devalverar sin krona med 12 %.[1]
- 21 maj – Volvo presenterar en kvartalsvinst för 2,4 miljarder SEK under årets första kvartal 1986, jämfört med 2,2 miljarder under 1985.[1]
- 30 maj – Styrelsen för Stockholms fondbörs kritiserar Fermenta och Volvo för bristande information. Företagen åläggs att betala böter till börsen (1.1 respektive 1,9 miljoner SEK).[1]

### Juni
- 30 juni – OPEC-medlemsländernas oljeministrar avslutar mötet på ön Brioni i Jugoslavien. Ministrarna är splittrade om produktionsnivå och priser.[1]

### Juli
- Juli - Bönderna i USA har problem i produktionen, med överskott i Mellanvästern och underskott Sydstaterna.[1]
- 7 juli - Refaat El-Sayed meddelar att Fermenta skall säljas till italienska koncernen Montedison.[1]

### Augusti
- 4 augusti – OPEC-medlemsländerna enas på ett möte i Genève om att minska oljeproduktionen med fyra miljarder fat om dagen i två månaders tid, efter förslag från Iran.[1]
- 12 augusti – Hans L. Zetterberg utses till ny chefredaktör på Svenska Dagbladet från 1 februari 1987.[1]
- 18 augusti – Sju personer anhålls, misstänkta för att ha stulit och sält aktier i skogskoncernen NCB, för ett värde av 50 miljoner svenska kronor.[1]

### September
- 19 september – Sveriges riksbank sänker diskontot med en halv procentenhet, till 7,5 %.[1]
- 29 september - Shanghais aktiebörs öppnas igen, efter att aktiehandeln stoppades i samband med Kulturrevolutionen.[1]
- 30 september - Planer på sammanslagning av de Wallenbergkontrollerade skogsbolagen STORA och Papyrus presenteras.[1]

### December
- December - IMF utser Michael Candessus till ny VD från kommande årsskifte.[1]
- 2 december - Frankrike ger klartecken om köp av norsk gas.[1]
- 9 december
  - Priserna på majsmjöl i Zambia höjs med 120 %, och kravaller utbryter.[1]
  - Volvo och General Motors skriver på ett avtal om gemensam försäljning av lastvagnar i USA.[1]
- 4 december - Sveriges regering godkänner avreglering av taximonopolen i Stockholm, och tillåter två konkurrerande beställningscentraler i Malmö.[1]
- 5 december - Utbyggnadsplaner för gasborrfälten Troll och Sleipner presenteras inför Norges storting.[1]
- 15 december - Det meddelas i Sverige att byggföretaget Skanska tar över ett annat byggföretag, JM.[1]
- 19 december – Trafikrådet, fråntar Gotlandsbolagets 122 år gamla monopol på fartygstrafiken mellan Gotland och Sveriges fastland från 1 januari 1988, då Nordström & Thulin i stället skall få köra trafiken.[1]
- 20 december – Economic Policy Institute, som stöds av fackföreningarna i USA, menar att Sverige är det land där man lever bäst och längst. Övriga länder i undersökningen är USA, Japan och Västtyskland.[1]
- 22 december – Sverige meddelas under november 1986 ha noterats för svag handelsbalans, med överskott på 1,8 miljarder SEK, en kraftig försvagning jämfört med samma månad 1985, då siffran låg på 3,7 miljarder SEK, samt i oktober 1986, då överskottet var 3,5 miljarder SEK.[1]
- 27 december – Spel på V65 omsatte under 1986 totalt 1,4 miljarder SEK, jämfört med 1,36 miljarder SEK under 1985.[1]
- 30 december – Fermenta har extra bolagsstämma. En förmodad vinst på 700 miljoner SEK stannar på 40 miljoner SEK.[1]

## Bildade företag
- Bokia, svensk bokhandelskedja.
- Nordbanken, svenskt bankföretag.
- Peak Performance, svenskt konfektionsföretag.
- Rusta, svenskt detaljhandelsföretag.
- Willys, svensk livsmedelskedja.

## Uppköp
- Quebecair, kanadensiskt flygbolag som köps upp av Air Canada.

## Konkurser
- AB Scharins Söner, svenskt träindustriföretag.

## Priser och utmärkelser
- Sveriges Riksbanks pris i ekonomisk vetenskap till Alfred Nobels minne tilldelas amerikanen James M. Buchanan.

## Födda
- 30 juni – Allegra Versace italiensk modeföretagare.
- 6 juli – David Karp, amerikansk IT-entreprenör.

## Avlidna
- 8 maj - Arndt von Bohlen und Halback, 48, västtysk industriman.[1]

### Fotnoter
1. 1 2 3 4 5 6 7 8 9 10 11 12 13 14 15 16 17 18 19 20 21 22 23 24 25 26 27 28 29 30 31 32 33 34   Horisont 1986. Bertmarks